# Winterakoniet
De winterakoniet (Eranthis hyemalis) is een plant uit de ranonkelfamilie (Ranunculaceae). Het is een stinsenplant die in de winter bloeit (januari tot maart).
De plant heeft stengels met daarop telkens één gele bloem, die omringd wordt door een krans van ongeveer zes ongesteelde bladeren. De bloem heeft meestal zes langwerpige bloemdekbladen. Deze worden door botanici wel gezien als kelkbladen die geel gekleurd zijn en dus sterk lijken op gekleurde kroonbladen. De in evolutionair opzicht oorspronkelijke 'kroonbladen' zijn nog te vinden onder aan de voet van de gele bloemdekbladen, ze worden nectariën of honingbakjes genoemd.

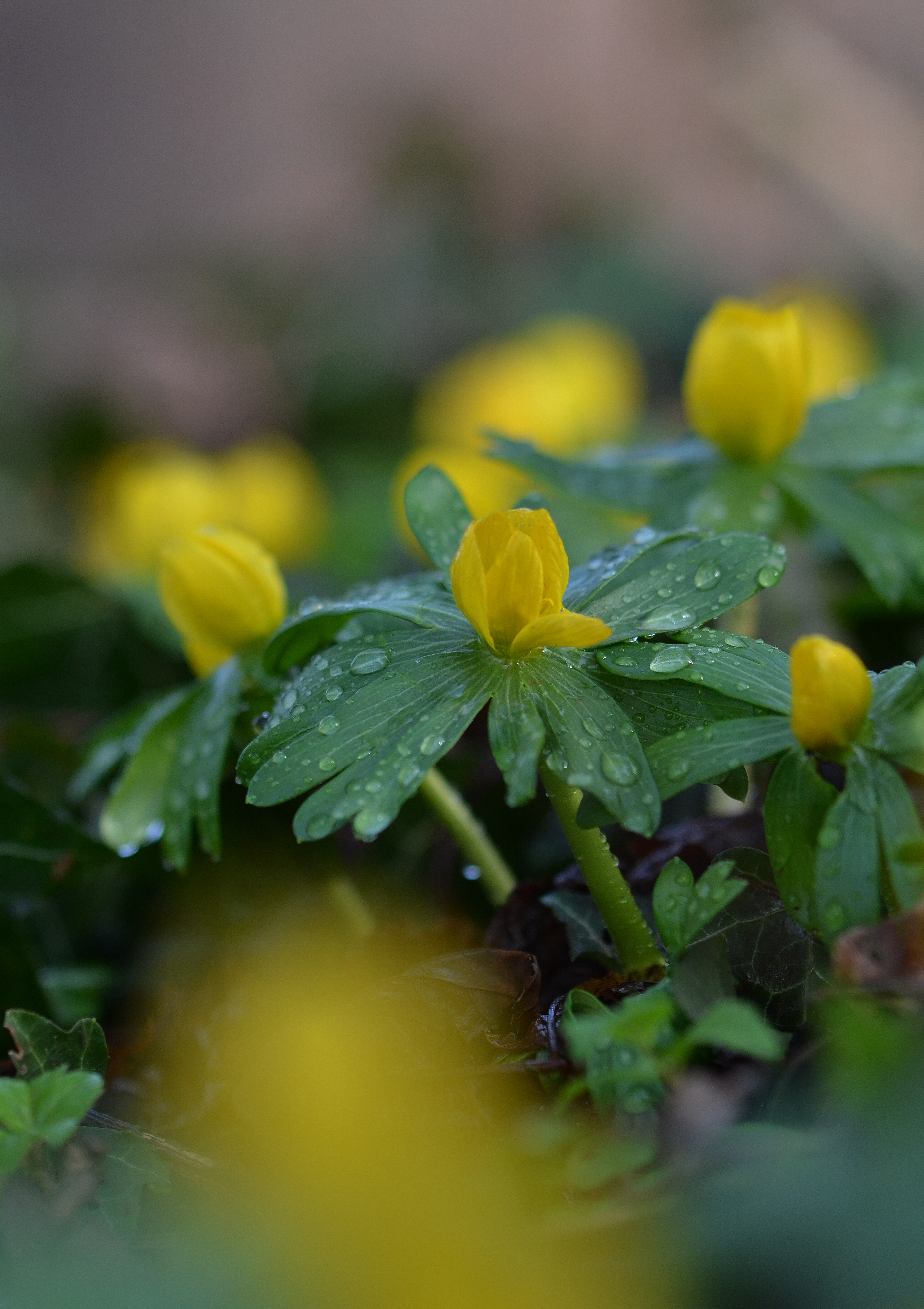
Winterakoniet (Landgoed Brakel Gelderland)

De winterakoniet is in de Benelux vrij zeldzaam en komt als wilde flora voornamelijk voor op en in de buurt van landgoederen en parken. Hij is op sommige plaatsen al sinds de 17de eeuw ingeburgerd en blijft daar door uitzaaiing in stand. Kweekgoed wordt in veel parken en tuinen aangeplant. De soort komt van nature voor in Zuid-Frankrijk, Italië en de Balkan. In andere landen is hij aangeplant of verwilderd.